# Ostavo Mincarelli
Ostavo Mincarelli (Pescara, 26 gennaio 1918 – Pescara, 6 febbraio 1997) è stato un calciatore e allenatore di calcio italiano, di ruolo difensore.

## Carriera

### Giocatore
Inizia la carriera nella stagione 1936-1937 in Prima Divisione al Giulianova; successivamente, dopo una stagione senza presenze in Serie C al Pescara, nella stagione 1938-1939 ha nuovamente giocato con il Pescara in Serie C; continua a giocare in terza serie fino al termine della stagione 1940-1941, nella quale ottiene una promozione in Serie B con la maglia del club abruzzese. Rimane in rosa anche l'anno seguente, nel quale gioca 23 partite in Serie B e nella stagione 1942-1943, nella quale colleziona altre 25 presenze nella serie cadetta, con anche un gol segnato. Nella stagione 1945-1946 è ancora al Pescara, con cui gioca 17 partite e segna una rete in Divisione Nazionale; gioca nella squadra abruzzese anche nel successivo campionato di Serie B, nel quale disputa altre 14 partite, oltre che nella stagione 1947-1948, sempre in seconda serie. Chiude la carriera da calciatore giocando per una stagione in Promozione regionale con il Chieti. Nel corso della sua carriera ha anche giocato nel Campobasso.

### Allenatore
Inizia ad allenare nelle giovanili del Pescara.
Dopo aver guidato per due anni il Pescara in Serie C (fino al termine della stagione 1964-1965), nella stagione 1970-1971 ha lavorato per mezza stagione come allenatore in seconda del Chieti, per poi subentrare a stagione in corso ad Alberto Eliani sulla panchina della squadra abruzzese.

## Palmarès

### Giocatore

#### Competizioni nazionali
- Serie C: 1

Pescara: 1940-1941